# إرنست تييري أنانج
إرنست تييري أنانج (بالفرنسية: Ernest Thierry Anang) هو لاعب كرة قدم كاميروني في مركز الهجوم، ولد في 7 ديسمبر 1994 في Bangangté ‏ في الكاميرون.